# Złamanie wyprostne

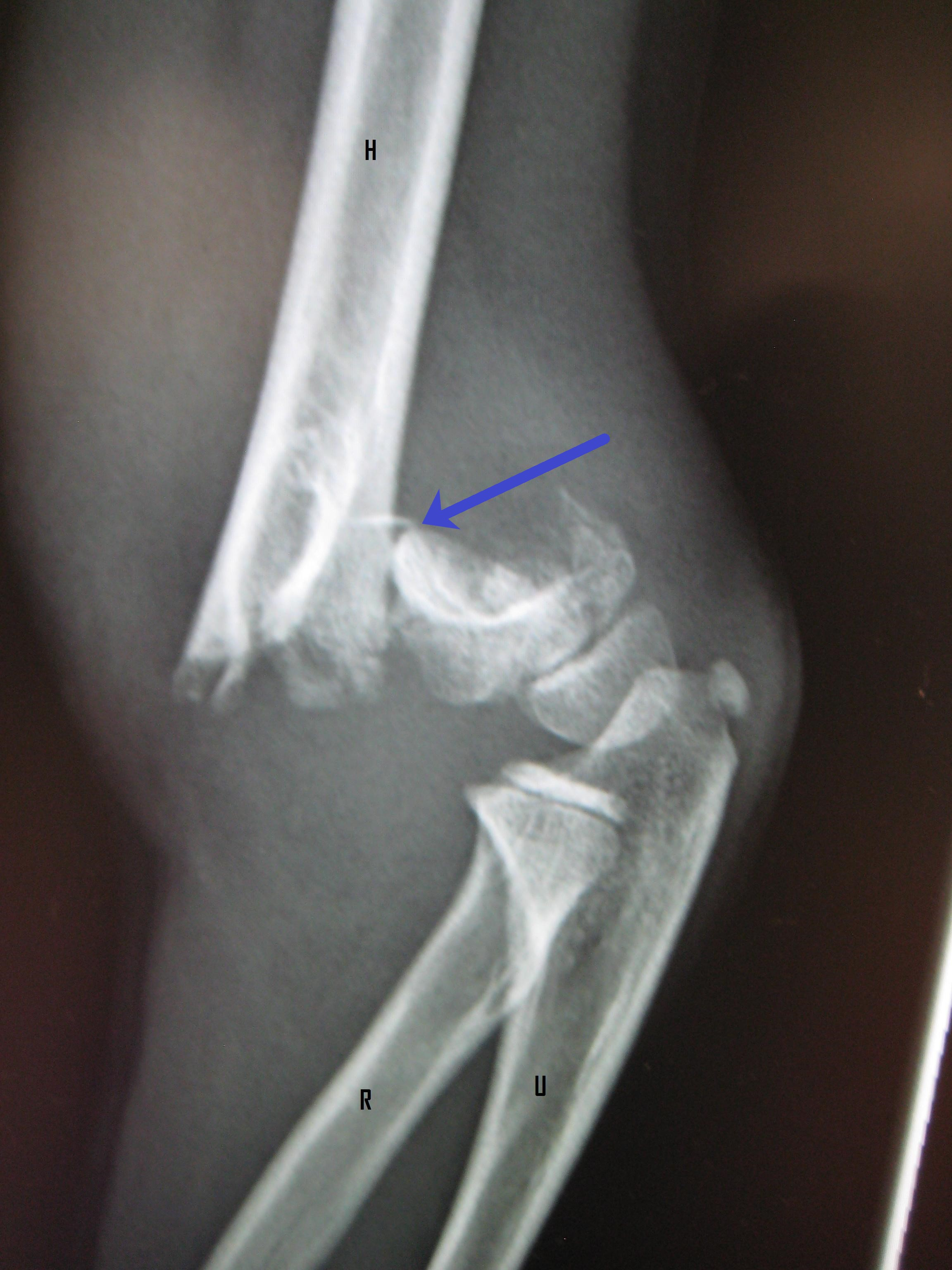
Radiogram złamania wyprostnego kości ramiennej u dziecka (widok od boku)

Złamanie wyprostne, mniej poprawnie złamanie ekstensyjne – w traumatologii narządu ruchu jeden z typów złamania kości.
Wskutek wymuszonego nadmiernego wyprostu kończyny (przeprost) dochodzi do złamania o charakterystycznym przebiegu szczeliny i przemieszczeniu odłamów. Pojęcie złamania wyprostnego używane jest zwykle wobec urazów kości ramiennej (tzw. złamania nadkłykciowe) u dzieci, powstających w wyniku upadku na wyprostowaną w łokciu kończynę, znacznie częstszych (98% złamań nadkłykciowych) od złamań typu zgięciowego.